# 上越市立柿崎中学校
上越市立柿崎中学校（じょうえつしりつかきざきちゅうがっこう）は、新潟県上越市柿崎区法音寺にある市立中学校である。

## 基本情報
| 事項             | 情報                                                         |
| ---------------- | ------------------------------------------------------------ |
| 国公私立         | 公立中学校                                                   |
| 設置者           | 上越市                                                       |
| 教育目標         | 自己を啓発する 相互に尊敬し合う 明朗な生活をする             |
| 共学・別学       | 男女共学                                                     |
| 学期             | ３学期制                                                     |
| 中学校コード     | 150244                                                       |
| 住所             | 新潟県上越市柿崎区法音寺392-1                                |
| 郵便番号         | 949-3211                                                     |
| TEL              | 025-536-2496                                                 |
| FAX              | 025-536-2497                                                 |
| 教育理念         | 確かな学力をつちかう 健やかな心をはぐくむ 健やかな体をつくる |
| グランドデザイン | 公式ホームページPDFファイル                                  |

## 通学区域
- 柿崎小学校、上下浜小学校、下黒川小学校の通学区域 [4]

### 進学前小学校
- 上越市立柿崎小学校
- 上越市立上下浜小学校
- 上越市立下黒川小学校

## 交通
- JR信越本線 柿崎駅より東へ約1.2 km